# Montalba-le-Château
Montalba-le-Château é uma comuna francesa na região administrativa de Occitânia, no departamento de Pirenéus Orientais. Estende-se por uma área de 15,9 km². Em 2010 a comuna tinha 151 habitantes (densidade: 9,5 hab./km²).